# Oviedo
Cet article concerne la ville d'Espagne. Pour la ville de Floride, voir Oviedo (Floride).
Pour les articles homonymes, voir Oviedo (homonymie).
Oviedo (/oˈβjeðo/) est une ville du nord de l'Espagne fondée au VIIIe siècle, capitale de la communauté autonome et de la province des Asturies (qui est également une principauté). En 2018, la ville compte 220 020 habitants.
D'aventureux habitants d'Oviedo ont baptisé du même nom trois villes au Paraguay, en République dominicaine et aux États-Unis d'Amérique. Sa devise est « La muy noble, muy leal, benemérita, invicta, heroica y buena ciudad de Oviedo » (que l'on peut traduire par « La très noble, très loyale, méritante, invaincue, héroïque et bonne ville d'Oviedo »).

## Géographie
|         |
| Centre. |

|        |
| Ouest. |

|      |
| Est. |

La ville se trouve au centre des Asturies, entre 80 et 708 mètres d'altitude. Elle est bordée au nord par les communes de Las Regueras et Llanera ; au sud, par Santo Adriano, Ribera de Arriba et Mieres ; à l'ouest, par Grado ; à l'est, par Siero et Langreo.
Elle occupe une superficie de 181,6 km2.

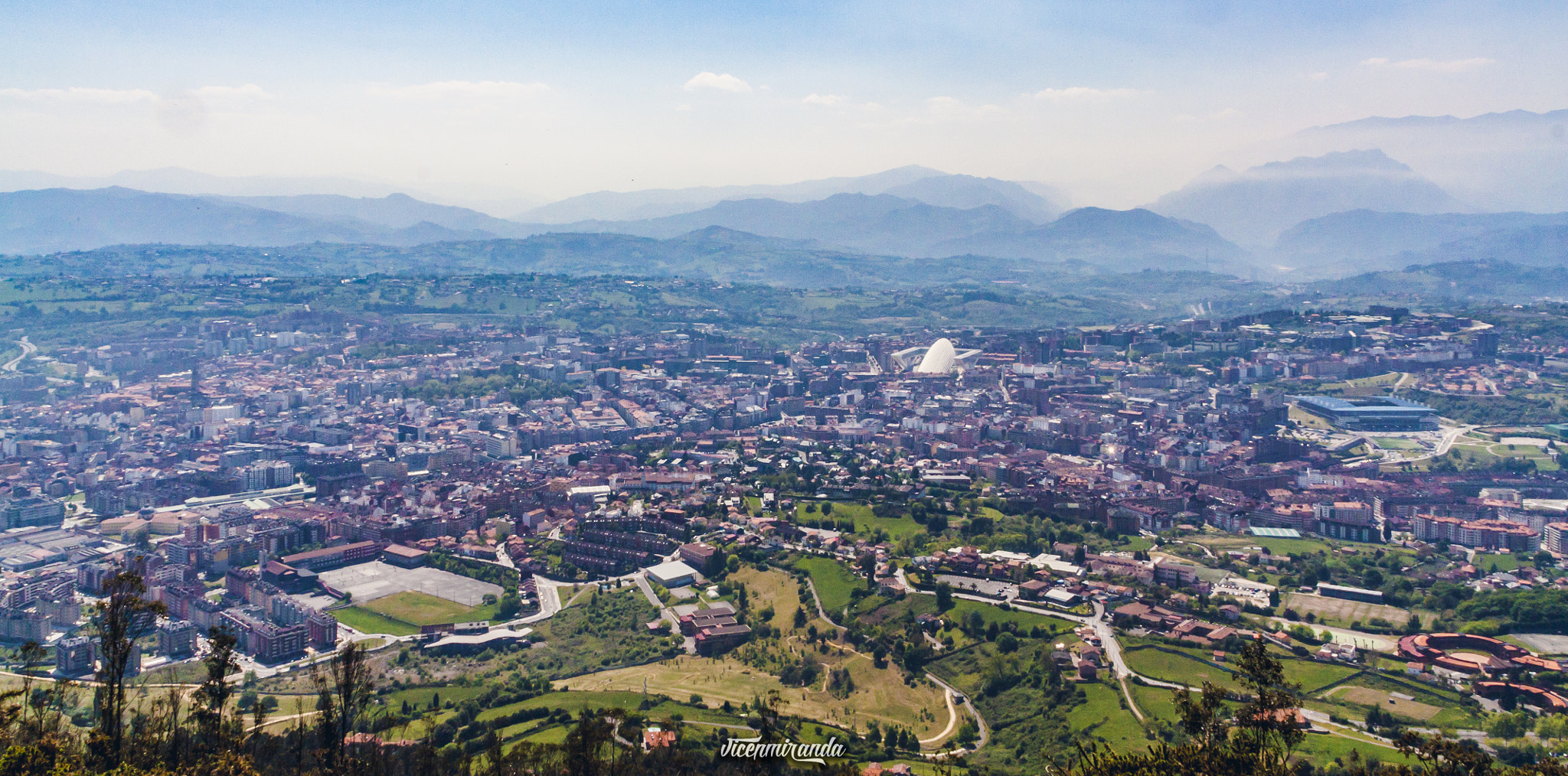
Vue générale.

## Histoire
La légende prétend que le roi Fruela Ier des Asturies est sorti de chasse avec ses amis et qu'ils se sont arrêtés pour manger dans un lieu idyllique, approximativement à l'emplacement actuel de la ville d'Oviedo. Au cours de la conversation, la question « Dans quel lieu vas-tu construire la ville qui sera la cour ? » fut posée au roi, ce à quoi il répondit en latin : « Ubi edo » qui signifie « (Là) où je mange ».
La ville d'Oviedo fut construite sur une colline que les Romains appelaient Ovetao. Son fondateur a été le roi asturien Fruela, fils d'Alphonse Ier des Asturies, qui a régné de 757 à 768.
En 761, à peu de distance de la vieille civitas romaine de Lucus Asturum, les moines Maximum et son neveu Fromistano décidèrent de fonder une exploitation agricole à caractère monastique le long de la voie romaine qui unissait León à Pajares et Lugo de Llanera. Ultérieurement, ils érigèrent un ermitage en l'honneur du martyr San Vicente. Peu de temps après, deux douzaines de moines se joignirent au projet colonisateur, transformant le lieu en monastère (qui deviendra le monastère San Vicente), tel qu'il est écrit dans l'acte constitutif signé le 25 décembre 781. Son premier abbé, Fromistano obtint la protection du roi Fruela I, qui choisit le lieu comme résidence de sa femme, Munia, et dans lequel elle donna naissance à son fils, qui allait régner sous le nom d'Alphonse II « le Chaste ».
Alphonse II y transféra la capitale du royaume des Asturies et transforma Oviedo en siège épiscopal. Il l'a en outre fortifiée et dotée de palais, d'églises et d'autres édifices comme un aqueduc, aujourd'hui complètement disparu. Pendant son règne, on découvrit en 812 à Iria Flavia une tombe qu'on supposa être celle de l'apôtre Saint Jacques et le roi fut le premier visiteur de la tombe. Partant d'Oviedo, Alphonse II devint le pèlerin inaugurant le premier chemin de pèlerinage, le Camino primitivo.
Du fait de ses relations avec la cour de Charlemagne, un flux de pèlerins commença à s'établir : ils franchissaient les Pyrénées, passaient par Oviedo et, de là, allaient vers Compostelle. Par conséquent, le chemin nord, Camino del norte, est plus ancien que le Camino francés. Les premiers pèlerins passèrent par le nord car, plus au sud, le territoire récemment conquis par le roi n'était pas sûr en raison des fréquentes incursions des musulmans. Ce n'est qu'au cours des règnes suivants que les musulmans furent repoussés plus au sud, ce qui assura les territoires du plateau du Duero et que les rois catholiques créèrent une infrastructure pour les pèlerins, à l'intérieur de leurs royaumes, qui devint le camino francés, route alternative pour les pèlerins venant de l'Europe continentale.
En 1075, Alphonse VI de Castille, roi de Léon et de la Castille, fit un pèlerinage à Oviedo. Dans l'église de San Salvador, il ouvrit solennellement le coffre saint contenant plusieurs reliques qui avaient été cachées au mont Monsacro à la suite de l'invasion musulmane. À partir de cette époque, Oviedo et ses reliques furent internationalement connues, à tel point que les pèlerins de Saint-Jacques de Compostelle déviaient leur route vers León et allaient vers le nord pour faire une halte dans la ville asturienne et vénérer les reliques. L'ancien proverbe « ¿Quien va a Santiago y no a San Salvador visita al siervo y deja al Señor? » (« Celui qui va à Saint-Jacques et pas à San Salvador visite le serviteur et laisse le Seigneur ») souligne qu'Oviedo était une étape obligée sur le chemin de Compostelle.
En 1388, le roi Juan Ier fonda la Principauté des Asturies, inaugurée par son fils Enrique et qui, depuis lors, est considéré comme le successeur de la Couronne ; Oviedo se transforma alors en capitale de la Principauté. En même temps apparaissait l'Assemblée Générale de la Principauté, institution de droit public qui, comme l'assemblée du Conseil, fonctionna à titre permanent depuis le milieu du XVe siècle jusqu'à 1834, année où il fit place à la diputación provincial (conseil général).

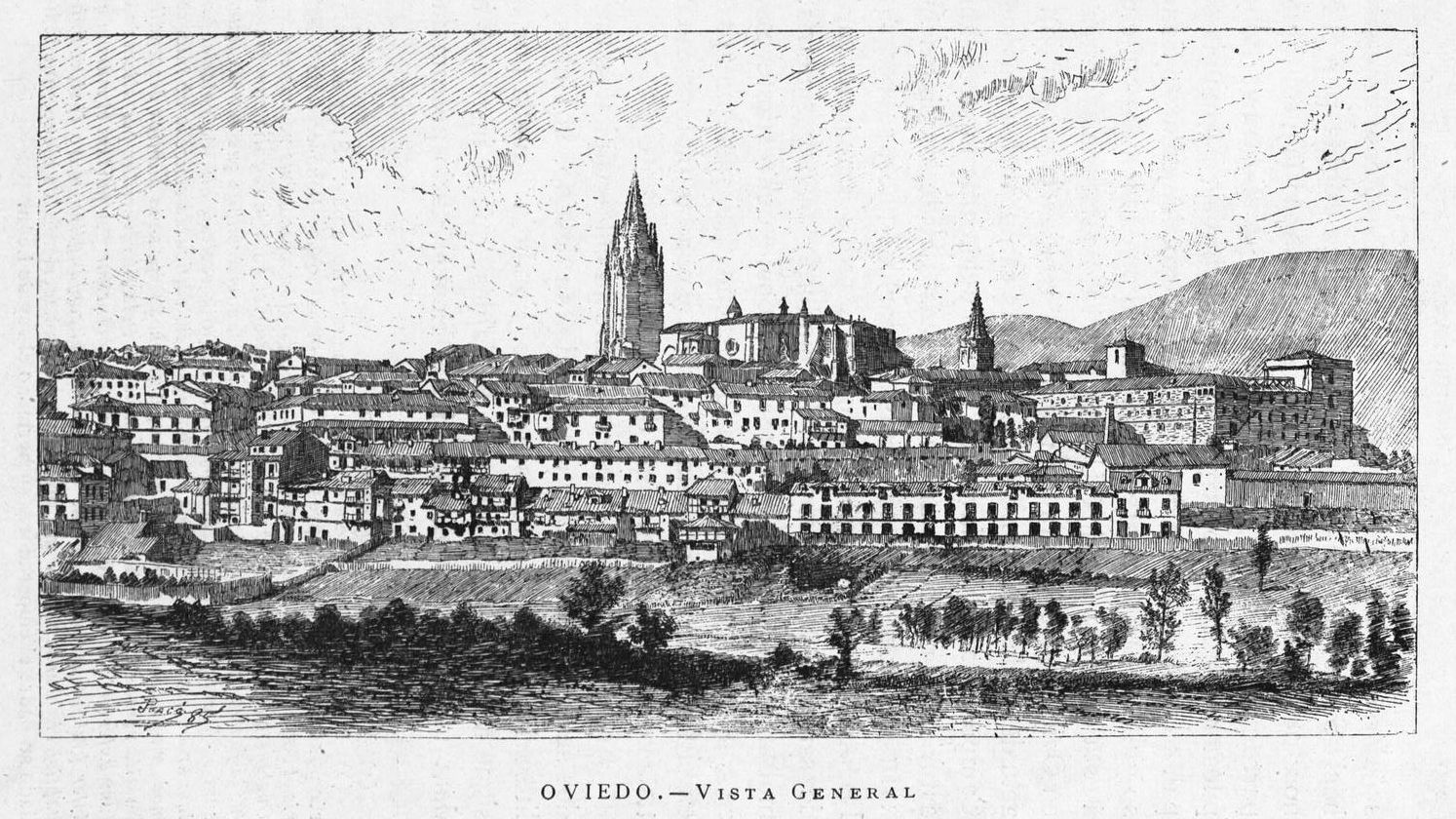
Oviedo en 1885.

Du fait d'un certain isolement, l'Époque moderne fut frappée par un marasme économique. À la fin du XVIIIe siècle, la ville commença à connaître une vie culturelle plus intense, grâce à Feijoo. On créa la Sociedad Económica de Amigos del País (« Société économique d'amis du pays »), qui réussit à avoir un certain prestige culturel en plus d'une influence politique.
Au début du XIXe siècle, les habitants d'Oviedo ont été les premiers Espagnols à rejeter l'invasion française. Comme on peut le lire sur la plaque commémorative du premier centenaire, ils initièrent le soulèvement des Asturies pour défendre l'indépendance espagnole, le 9 mai 1808. Ce fut une confrontation entre les absolutistes (conseil municipal de la cathédrale) et les libéraux. Sous la pression populaire, la décision fut prise par l'Assemblée générale de la Principauté dans la nuit du 23 au 24 mai 1808. Les troupes françaises envahissantes furent rejetées, après avoir occupé la ville un an.
En 1934, des évènements violents se déroulèrent pendant la révolution du 6 octobre : les mineurs de la Cuenca, rejoints par de nombreuses personnes en révolte, mécontents des conditions de vie misérable, parvinrent à détruire une bonne partie de ce qu'ils consideraient comme symboles d'oppression dans la ville. De nombreux bâtiments furent incendiés, tels des palais ou l'université, le théâtre Campoamor... la chambre sainte de la cathédrale fut dynamitée. Le fonds bibliographique d'une valeur exceptionnelle de la bibliothèque universitaire put être récupéré. 

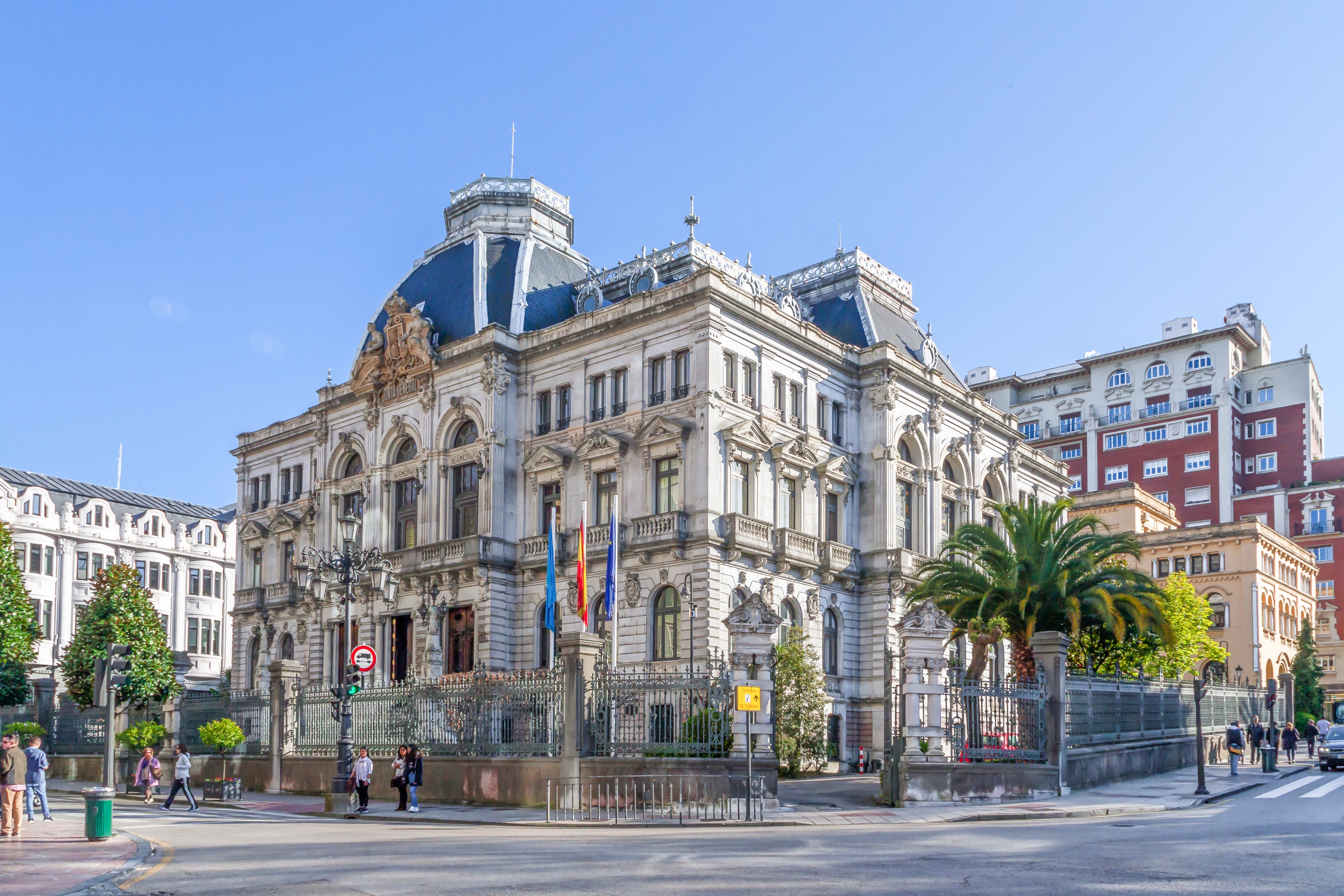
Bâtiment du Conseil de gouvernement de la Principauté des Asturies à Oviedo.

La ville fut réoccupée le 12 octobre par les troupes du général Ochoa. Malgré les promesses faites aux insurgés lors de leur reddition, la répression de l'insurrection, confiée au général Francisco Franco, fut particulièrement brutale et sanglante.
En 1936, pendant la rébellion de l'armée qui entraîna la guerre d'Espagne, la ville, bien qu'encerclée par les troupes loyalistes, rejoignit le mouvement franquiste – alors sous le commandement du colonel Aranda – jusqu'à son occupation en octobre 1937 par les troupes nationalistes. La ville fut pratiquement réduite en cendres.
Alors que le maire socialiste Wenceslao López, élu en 2015, avait supprimé les noms de rues de personnalités franquistes, le maire du Parti populaire Alfredo Canteli , élu en 2019, provoque une polémique en ayant engagé et gagné une procédure judiciaire contre cette démarche, afin de pouvoir rétablir les anciens noms de vingt-et-une rues. Ainsi, la rue Federico García Lorca devrait reprendre son ancien nom de rue José Calvo Sotelo, ministre sous la dictature de Miguel Primo de Rivera.

## Politique et administration

### Administration municipale
La ville est dirigée par un conseil de vingt-sept membres élus pour quatre ans.

### Liste des maires
| Période                                  | Période  | Identité                 | Étiquette | Qualité |
| ---------------------------------------- | -------- | ------------------------ | --------- | ------- |
| 1979                                     | 1983     | Luis Riera Posada        | UCD       |         |
| 1983                                     | 1991     | Antonio Masip Hidalgo    | PSOE      |         |
| 1991                                     | 2012     | Gabino de Lorenzo        | PP        |         |
| 2012                                     | 2015     | Agustín Iglesias Caunedo | PP        |         |
| 2015                                     | 2019     | Wenceslao López          | PSOE      |         |
| 2019                                     | En cours | Alfredo Canteli          | PP        |         |
| Les données manquantes sont à compléter. |          |                          |           |         |

### Division paroissiale
Paroisses administratives : la commune d'Oviedo se divise en 30 paroisses qui, au 1er juin 2005, se répartissent ainsi :
| Paroisse | Population | Paroisse  | Population | Paroisse     | Population |
| Agüeria  | 823        | Loriana   | 271        | Piedramuelle | 531        |
| Bendones | 214        | Manjoya   | 986        | Pintoria     | 67         |
| Box      | 1006       | Manzaneda | 205        | Priorio      | 428        |
| Brañes   | 77         | Naranco   | 93         | Puerto       | 228        |
| Caces    | 289        | Naves     | 98         | San Claudio  | 2 512      |
| Cruces   | 985        | Nora      | 114        | Santianes    | 90         |
| Godos    | 760        | Olloniego | 1 170      | Sograndio    | 392        |
| Latores  | 696        | Oviedo    | 198 369    | Trubia       | 1 839      |
| Lillo    | 354        | Pando     | 129        | Udrión       | 149        |
| Limanes  | 836        | Pereda    | 196        | Villapérez   | 373        |

### Jumelages
La ville d'Oviedo est jumelée avec :
- Valparaíso (Chili) depuis le 26 janvier 1976
- Bochum (Allemagne) depuis le 26 octobre 1979
- Buenos Aires (Argentine) depuis le 29 avril 1983
- Veracruz (Mexique) depuis le 24 novembre 1983
- Clermont-Ferrand (France) depuis le 5 avril 1988
- Tampa (États-Unis) depuis le 13 décembre 1991
- Saint-Jacques-de-Compostelle (Espagne) depuis le 12 janvier 1993
- Santa Clara (Cuba) depuis le 2 octobre 1995
- Jersey City (États-Unis) depuis le 7 juillet 1998
- Holon (Israël) depuis 1999
- Zamora (Espagne) depuis le 9 octobre 2001
- Torrevieja (Espagne) depuis le 2 janvier 2004
- Hangzhou (Chine) depuis 2006
- Valencia de Don Juan (Espagne) depuis 2006
- Oviedo (États-Unis) depuis 2006
- Viseu (Portugal) depuis le 10 avril 2007
- Móstoles (Espagne) depuis 2010
- Maranello (Italie) depuis 2010

## Démographie

### Évolution de la population
La population d'Oviedo a augmenté pendant tout le XXe siècle jusqu'à la seconde moitié des années 1990 quand la population stagna au niveau national. Cette situation a changé au début du siècle suivant et, actuellement, la population de la commune croît à nouveau. Cette croissance résulte de la migration de population d'autres communes asturiennes et étrangères : la différence entre le taux de décès (11,77 %) et celui des naissances (6,91 %) a été négative en 2004.
| Année      | 1900   | 1910   | 1920   | 1930   | 1940   | 1950    | 1960    | 1970    | 1981    | 1991    | 2001    | 2002    | 2003    | 2004    | 2011    | 2021    |
| Population | 48 103 | 53 269 | 69 375 | 75 463 | 82 548 | 106 002 | 127 058 | 154 117 | 190 123 | 204 276 | 201 005 | 202 938 | 207 699 | 207 699 | 225 005 | 217 154 |

### Enseignement
- Université d'Oviedo.

### Manifestations culturelles et festivités
- San Mateo (semaine de 21 septembre) : festivités pendant lesquelles la ville est remplie de buvettes et au cours desquelles sont donnés des concerts pendant dix jours ; les festivités finissent avec des feux d'artifice.
- Mardi du champ (martes de campo) ou La Balesquida : festivité qui a lieu le premier mardi après la Pentecôte, avec repas champêtre durant lequel on consomme des culinos de cidre, des pâtés maison et, surtout, le bollu preñáu. Populairement connu comme « Jour du Bollu » (Día'l bollu) ;
- Foire de l'Ascension : festivités consacrées aux champs.

### Santé
- Hôpital Universitaire Central des Asturies

### Sports
- Équipe féminine de football : Oviedo Moderno (Superliga) ;
- Équipe masculine de football représentative : Real Oviedo ;
- Autres clubs de football : Covadonga, Pumarín, ACF ;
- Hockey : Esfer Oviedo (OK Liga) ;
- Basket-ball : Domo Oviedo (Liga EBA) ;
- Rugby : Real Oviedo Rugby (División de Honor B) ;
- Formule 1 : Fernando Alonso, pilote Minardi, Renault, Ferrari et McLaren (champion du monde 2005-2006).

La ville dispose de nombreuses installations sportives, comme le stade Carlos Tartiere (l'ancien et le nouveau) ou encore le stade Manuel Díaz Vega.

### Médias
- Périodiques : La Voz de Asturias (La voix des Asturies), La Nueva España (La nouvelle Espagne) ;
- Stations de radio : Radio Asturias-Cadena SER, COPE Asturias, Onda Cero Asturias, RPA-Radio del Principado de Asturias ;
- Chaînes de télévision : Televisión del Principado de Asturias, TeleAsturias, Oviedo TV.

## Économie

### Zones commerciales
La plus importante zone commerciale d'Oviedo est sans doute la rue Uría, axe le long duquel se sont installés les sièges des banques, des compagnies d'assurances, ainsi que les grands magasins (El Corte Inglés, Zara, etc.) et des boutiques.

## Culture locale et patrimoine

### Lieux et monuments

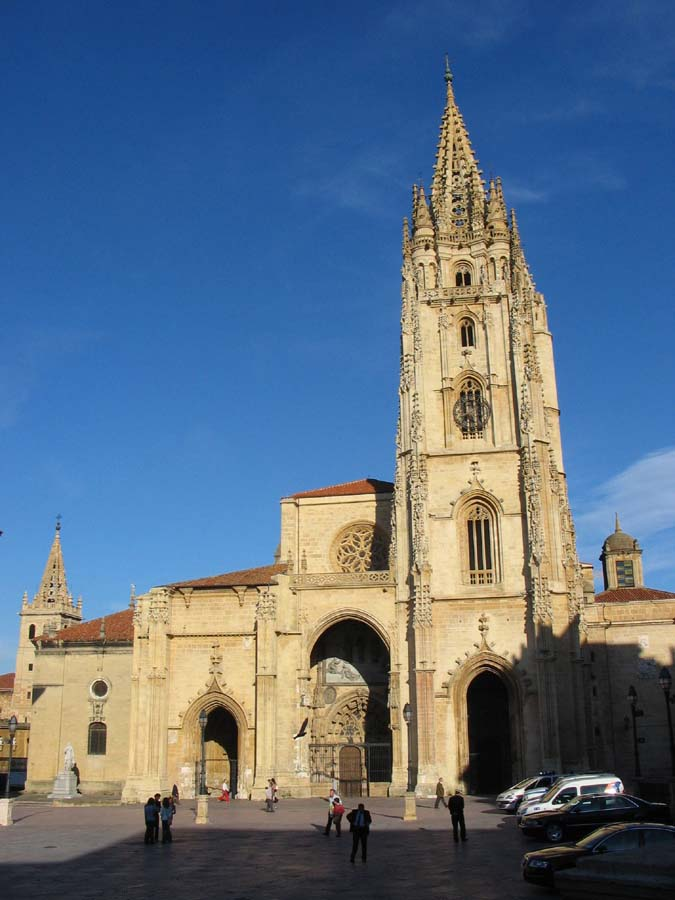
La cathédrale.

- La cathédrale San Salvador, construite de la fin du XIIIe siècle jusqu'au milieu du XVIe siècle, sur un temple élevé au VIIIe siècle est la seule cathédrale gothique consacrée au Sauveur. Dans l'ensemble, elle est de style gothique tardif ;
- La Cámara Santa d'Oviedo (Chambre Sainte) : située dans la cathédrale, figure sur la liste du patrimoine mondial de l'Unesco. C'est l'un des premiers échantillons du style asturien. La Cámara Santa conserve les reliques de la ville comme la Cruz de los Ángeles — Croix des Anges, qui figure dans le blason de la province —, la Croix de la Victoire — qui figure dans le drapeau de la principauté —, le Coffret des agates et le Pañolón d'Oviedo — une relique sacrée, semblable au linceul du Christ ;
- Le cloître du monastère San Vicente, du VIIIe siècle : ce couvent fut le premier édifice construit lors de la fondation d'Oviedo. Dans son cloître est installé le musée archéologique ;
- L'église Santa María del Naranco (Préroman), ancien édifice du complexe palatial du IXe siècle transformé en église, fait partie du patrimoine mondial de l'Unesco ;
- L'église San Miguel de Lillo (préroman), avec chapelle du Xe siècle, fait partie du patrimoine mondial de l'Unesco ;

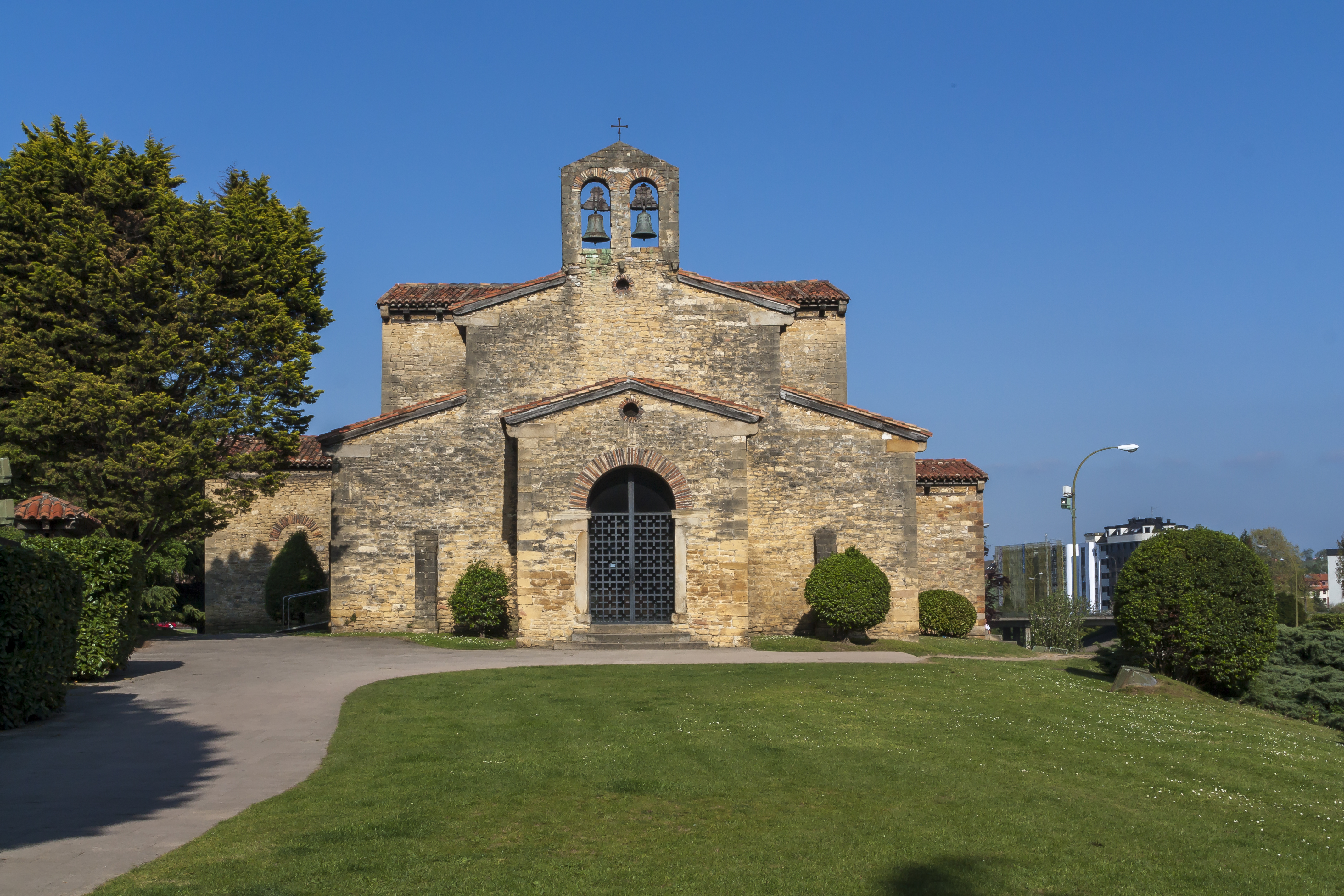
San Julián de Los Prados.

- L'église San Julián de los Prados (préroman), fait partie du patrimoine mondial de l'Unesco ;
- La Foncalada, puits du IXe siècle: il s'agit du seul puits et de la seule construction civile du pré-roman qui soit conservé ; il fait partie du patrimoine mondial de l'Unesco ;
- La chapelle de la Balesquida, construite au XIIIe siècle, a été reconstruite à plusieurs reprises au cours des XVIIe, XIXe et XXe siècles ; elle est consacrée à la Vierge de l'espoir ;
- Le bâtiment de la mairie, construit au XVIIe siècle, est un bâtiment de trois étages dont l'arc central de l'étage inférieur était l'ancienne porte d'entrée dans la ville. La tour de l'horloge est particulièrement remarquable ;
- Le couvent et l'église de Saint-Dominique de Guzmán, du XVIe siècle est l'une des constructions situées hors des murs de la ville ;
- Le Fontán, ensemble de constructions qui forment une place à arcade de plan rectangulaire, date des XVIIe et XVIIIe siècles. Construit sur une mare, il a dû être reconstruit à la fin du XXe siècle. Il accueille le Marché du Fontán qui a lieu les jeudis, samedis et dimanches matin ;
- La maison des Llanes a l'une des plus belles façades baroques des Asturies, construites au XVIIIe siècle;
- La maison du doyen Payarinos, bâtiment de style éclectique du XXe siècle, accueille le Conservatoire de musique Eduardo Martínez Torner ;
- L'hospice provincial, du XVIIIe siècle possède une façade de style baroque achevée par un grand blason et une chapelle octogonale. Après la guerre civile, il a été réhabilité et abrite actuellement l'hôtel le plus prestigieux d'Oviedo.
- Le siège social de la Caja de Ahoro de Asturias (Cajastur), Plaza de la Escandalera, avec l'édifice de l'Horloge construit en 1960.

### Sites archéologiques

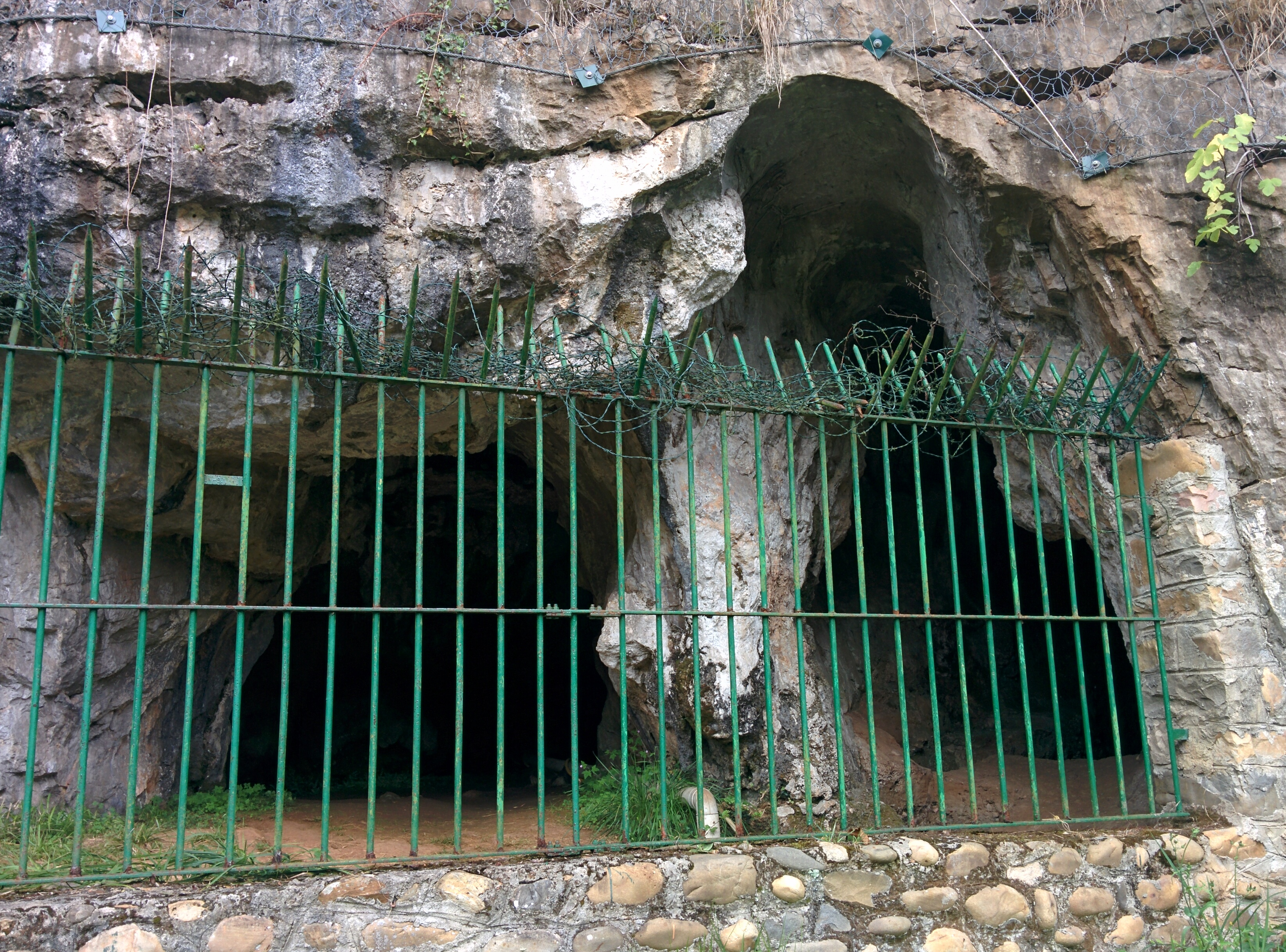
Lluera I.

- L'abri de La Viña, abri sous roche préhistorique ont été découverts différents vestiges datant de l'Aurignacien au Magdalénien.
- Les grottes de la Lluera : Ce sont deux petites grottes, nommées Lluera I et Lluera II qui contiennent des peintures rupestres préhistoriques du Paléolithique.
- La grotte de las Caldas, l'un des sites du Paléolithique supérieur les plus importants de toute la région.

### Musées
- Musée archéologique des Asturies : installé dans le cloître du couvent de San Vicente, son fonds comprend des pièces de la période paléolithique, diverses collections numismatiques et ethnographiques, deux salles consacrées à la période romane, deux autres à l'art pré-roman et une autre à l'art gothique.
- Musée des Beaux-Arts des Asturies : inauguré en 1980 dans le Palais de Velarde, cet immeuble contigu à la façade arrière du précédent maintient une collection d'œuvres d'artistes asturiens comme Carreño Mirador, Evaristo Valle, Nicanor Piñole, Vaquero Palacios, ainsi que d'autres artistes contemporains ;
- Musée diocésain d'Oviedo : ouvert en 1990, il contient les restes archéologiques de la cathédrale, des objets en or et en argent, des peintures, des pièces d'ivoire, des sculptures en bois et les archives de la cathédrale ;
- Tabularium artis asturiensis : ce musée privé a été fondé en 1947 par Joaquin Pommeraies, chroniqueur officiel des Asturies. Son fonds comprend des pièces d'art asturien.

### Théâtres

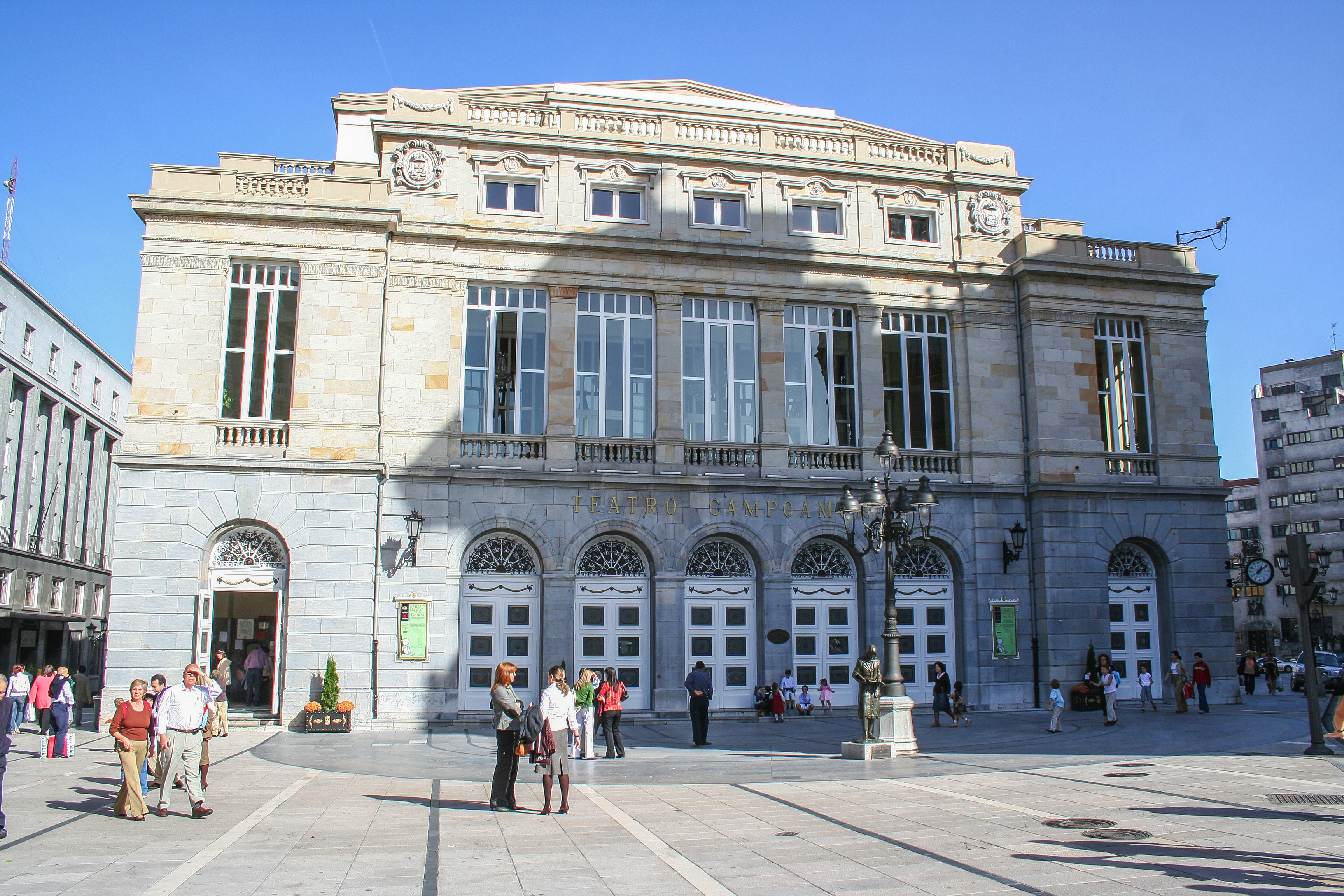
Le théâtre Campoamor.

- Théâtre Campoamor : ce bâtiment de style néoclassique du XIXe siècle est le siège de la remise du prix Prince des Asturies ;
- Théâtre philharmonique ;
- Auditorium Prince Felipe ;
- Palais des congrès Princesa Letizia : cet ouvrage de l'architecte Santiago Calatrava est en construction.

### Parcs et Jardins
La ville d'Oviedo est parsemée d'espaces verts :
- Domaine San Francisco : situé en plein centre d'Oviedo, à côté de la rue Uría, ce parc boisé faisait partie du couvent de San Francisco ;
- Campillín : cet espace vert à côté de l'église de Saint-Domingue a été créé après la guerre d'Espagne, le quartier ayant été complètement rasé ;
- Le parc d'hiver : situé sur une bande de terre coincée entre l'autorail de León et le périphérique, il dispose de nombreux équipements sportifs ;
- Le parc de la purification Tomás est situé au pied du Monte Naranco ;
- Le parc de l'ouest est situé à proximité du nouveau stade Carlos Tartiere et du Hermanos Llana ;
- Le parc de Santullanó est situé à côté de l'autoroute d'Avilés à Gijón et aux alentours de San Julian des Prés.

### Fondations
- Fondation Princesa-de-Asturias ;
- Fondation Gustavo Bueno.

### Culture populaire

#### Littérature
- Source d'inspiration pour la ville de Vétuste dans le roman la Regenta de Leopoldo Alas Clarín.
- C'est dans la ville d'Oviedo que se déroule l'action de la pièce de théâtre Révolte dans les Asturies, écrite par Albert Camus, Jeanne-Paule Sicard, Bourgeois et Poignant en 1935. Elle met en scène l’insurrection des mineurs de la Cuenca en octobre 1934.

#### Cinéma
- Oviedo est un des lieux-clés du film de Woody Allen: Vicky Cristina Barcelona.

#### Gastronomie
Tous les 19 octobre, la tradition est de célébrer le désarmement – une festivité dont l'origine est assez polémique – en mangeant de la morue aux pois chiches. Les autres plats typiques sont la carne gobernada et le merlu au cidre. Le jour de San Mateo, patron de la ville, on mange les paxarines sur la place de la cathédrale. Parmi les desserts, notons les carbayones, qui portent le nom des habitants de la ville. Comme dans toutes les Asturies, le cidre est la boisson reine.
Ce que les habitants appellent familialement carbayones est un gâteau typique de la ville appelé carbayón. Le carbayo est un chêne, arbre sacré pour anciens Asturiens et Cantabriens. « Carbayón » était le nom populaire d'un arbre centenaire situé dans la rue Uría, à la hauteur de la Promenade de Los Alamos, jusqu'à ce qu'en 1879 il soit coupé pour prolonger la rue Uría, l'artère actuelle la plus populaire et la plus importante. À titre de réparation, la commune a planté en 1950 un chêne près du théâtre Campoamor et une plaque commémorative a été déposée à l'emplacement du carbayón.

### Vie nocturne
- Cidreries : bien qu'on en trouve dans tous les quartiers de la ville, les cidreries se concentrent dans la rue Gascona et ses alentours. En plus des restaurants, on y pratique des activités en rapport avec ce marché, comme des concours, la semaine du Cidre, etc. Une autre zone comprenant de nombreux restaurants est Valentín Masip et la Place Pedro Miñor ;
- Pubs : la movida se concentre à Oviedo dans la vieille ville, en particulier dans la rue Mon, Oscura, mais également rue San Isidoro et dans la Corrada del Obispo. La zone de Jovellanos, à côté de Gascona, est fréquentée par un public plus âgé ;
- Discothèques : elles sont concentrées rue du Rosal et plusieurs établissements sont dispersés dans la ville.

### Personnalités liées à la commune
- Juan de Hevia Bolaños (1570-1623), juriste espagnol.
- Leopoldo Alas (1852-1901), écrivain espagnol.
- Ramón Pérez de Ayala (1880-1962), écrivain espagnol.
- Indalecio Prieto (1883-1962), homme politique espagnol.
- Carmen Polo Martinez-Valdés (1900-1988), épouse de Francisco Franco, dictateur espagnol.
- Paulino Vicente (1900-1990), artiste peintre.
- Raphaël Arnáiz Barón (1911–1938), oblat cistercien-trappiste.
- Francisco Ponzán Vidal (1911-1944), fondateur du groupe de résistance Ponzán, héros de la Seconde Guerre mondiale, fusillé par les nazis.
- Domingo Tejero Pérez (1915-1942), républicain espagnol engagé dans la résistance française durant la Seconde Guerre mondiale.
- Ángeles Flórez Peón (1918-), milicienne et écrivaine républicaine espagnole, présidente honoraire des Jeunesses socialistes des Asturies.
- José Luis Martín Vigil (1919-2011), prêtre et écrivain né à Oviedo.
- Carmen Franco y Polo (1926-2017), duchesse de Franco, fille de Carmen Polo Martinez-Valdés (voir ci-dessus).
- Antonio Gamoneda (1931-), poète espagnol né à Oviedo.
- Letizia Ortiz (1972-), reine d'Espagne en tant qu'épouse du roi Felipe VI.
- Samuel Sánchez (1978-), coureur cycliste.
- Melendi (1979-), chanteur espagnol.
- Fernando Alonso (1981-), pilote automobile
- Jorge Suárez Carbajal (1986-), joueur de cornemuse.
- Pablo Longoria (1986-), dirigeant de football.
- Nicolás Bardio (1987-), écrivain et romancier asturien.